# ドクター・スース

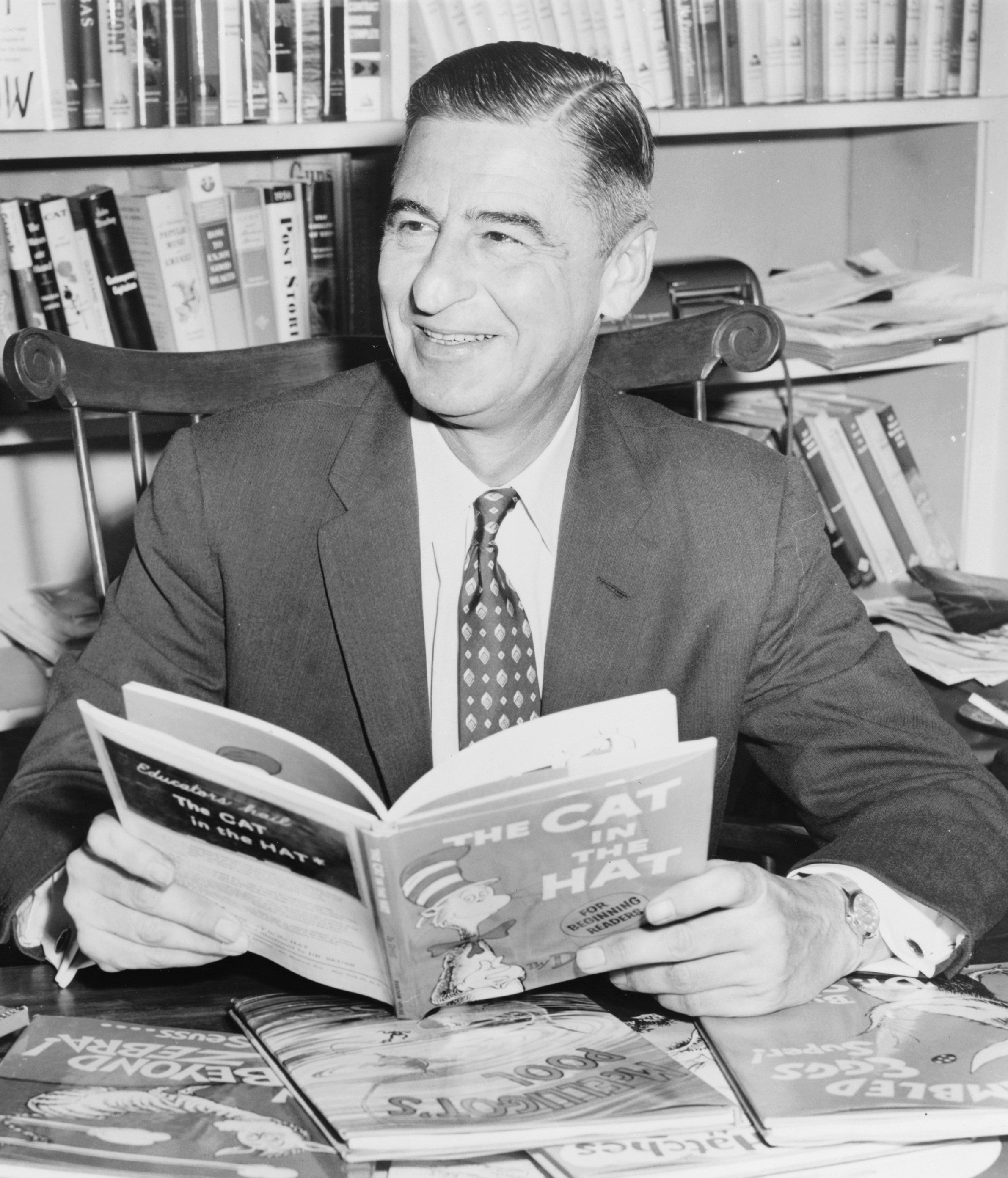
1957年当時の写真

ドクター・スース（Dr. Seuss、1904年3月2日 - 1991年9月24日）は、アメリカ合衆国の絵本作家、画家、詩人、児童文学作家、漫画家、本名は、セオドア・スース・ガイゼル（Theodor Seuss Geisel）。『ホートン』、『グリンチ』､『ハットしてキャット』､『ロラックスおじさんの秘密の種』等、生涯で60作以上の本を出版。作品は各国で翻訳出版され、全世界で6億5000万部以上を売り上げている。

## 生涯
1904年、マサチューセッツ州スプリングフィールドで父・セオドア=ロバートと母・ヘンリエッタのドイツ系の両親の元に生まれる。スースは、母親の旧姓である。一家はルター派の信仰者だった。父親は酒屋を経営していたが、禁酒法の影響で閉店に追い込まれている。
ペンネームは、動物園の飼育員だった父親が、獣医になって欲しかったことにちなむ。

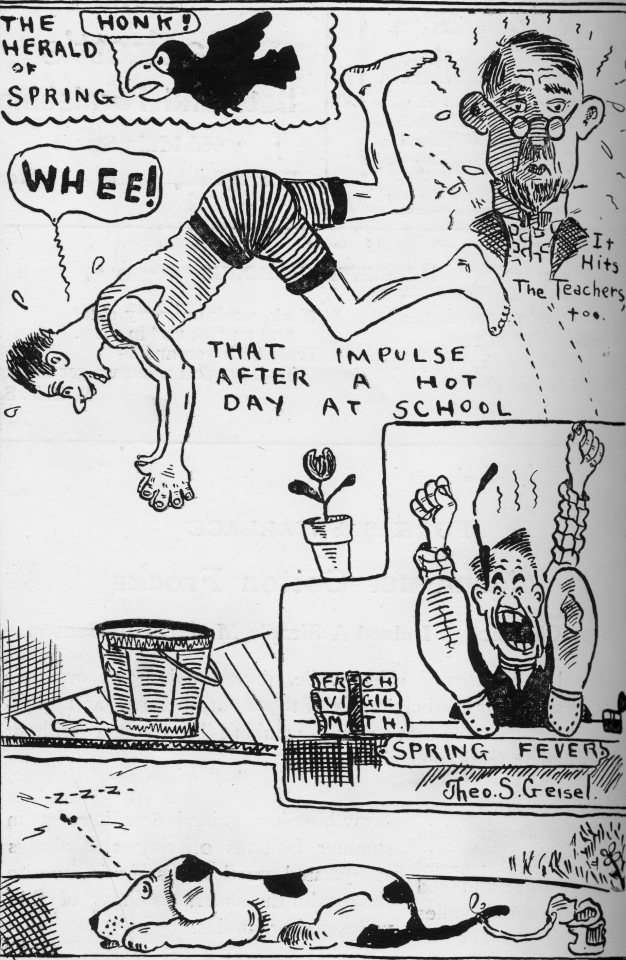
セントラル高校の新聞『The Central Recorder』に掲載された漫画

高校時代は美術の勉強をしながら、サッカー部の部長を務めていた。ダートマス大学入学後、サークルで、風刺画や一コマ漫画作品をいくつか手がけた。卒業後、広告会社に入社し、主に殺虫剤の会社のための広告・イラストを手掛ける。その当時作った広告イラストの奇妙な虫や生物の絵は、今日の彼の絵本のイラストにそのまま残っている。オックスフォード大学留学中に最初の妻・ヘレンと出会い、帰国後結婚した。
1937年、『マルベリーどおりのふしぎなできごと』にて絵本作家としてのキャリアを始め、以後計46作品を手掛けた。幻想的で奇妙奇天烈なキャラクターのデザインや、奇抜な色使い、アナパイストスの多用による韻の踏み方から生まれる独特な文章のリズムが、彼の作品の大きな特徴として挙げられる。

サイン
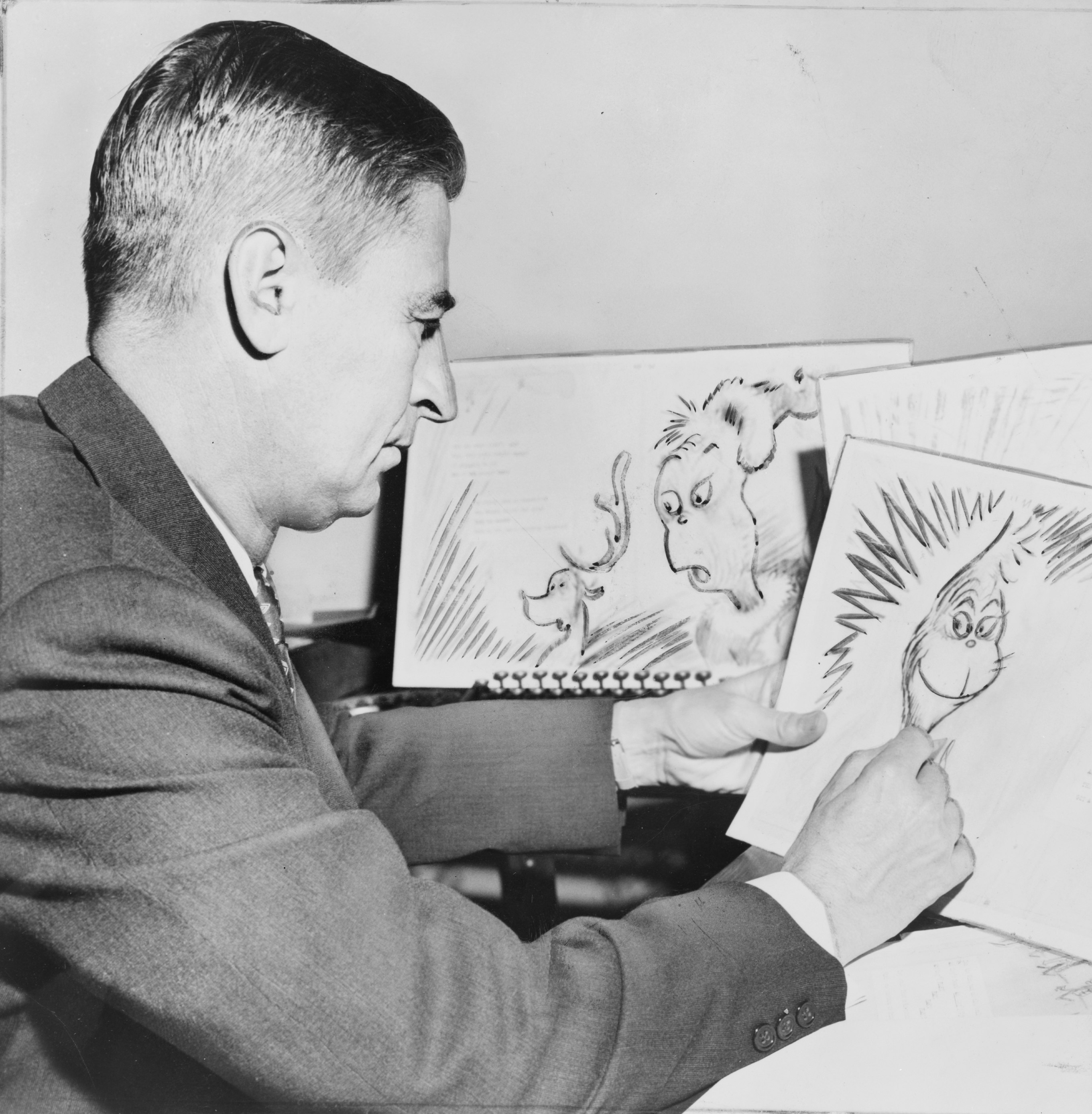
「How the Grinch Stole Christmas」のグリンチの絵を描く(1957年)
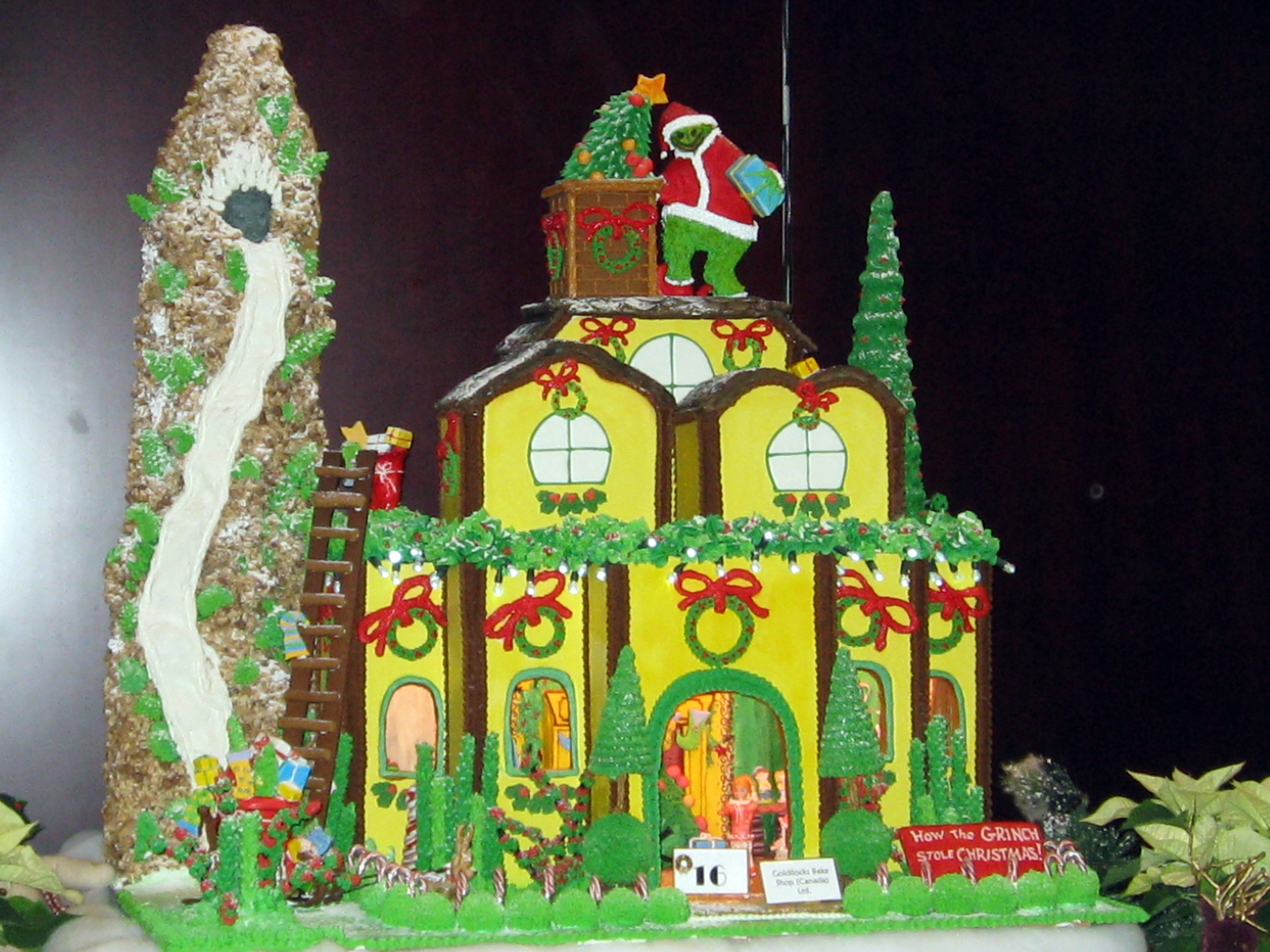
ジンジャーブレッドになったグリンチ(2008年)

第二次世界大戦中はニューヨークの最もリベラルな新聞PM 紙の漫画家として活動。日系アメリカ人を出っ歯、眼鏡をかけ、釣り上がった目等東アジア人のステレオタイプで描き、第五列としてTNT爆弾を持ってアメリカ西海岸で日本からの指令を待ちテロを実行する人々として描き日系人弾圧を扇動した。

「家からの信号を待っている」日系人。1942年

1957年に『The Cat in the Hat』を発表して以降、数人の絵本作家と共に絵本シリーズ『Beginner Books』を開始。きっかけは、1954年に、子供たちの識字率の低さは、学校の単語教育に面白味がないことと大きく関係している、という内容の批評を『ライフ』で読んだことであった。そこで、学校の子供たちが英単語を明るく楽しく覚えられるように工夫をこらし、全米の間でたちまち注目を集め、見事に大成功を収める。
1980年、児童文学の発展に大きく貢献したとして、ローラ・インガルス・ワイルダー賞を受賞。更には、1984年、ピューリッツァー賞特別賞を受賞した。
自分の作品でも妥協を許さない性格でも知られ、原稿で気に入らない箇所があれば、納得の行くまで改訂作業を繰り返し行っていた。そのため、一稿目と最終稿では、筋書きや絵の内容が大きく異なる作品も少なくない。
また、生前は、自身の手掛けたキャラクターを営利目的に使用することに余り乗り気でなかったが、テレビプロデューサーとして自身の作品のアニメ版の制作に携わったり、特番で放映された短編・長編アニメ作品の原案・脚本・キャラクターデザインを手掛けたりしていた。
1991年、喉頭癌により自宅で死去。87歳没。遺体は火葬されたのち、遺灰は散骨された。

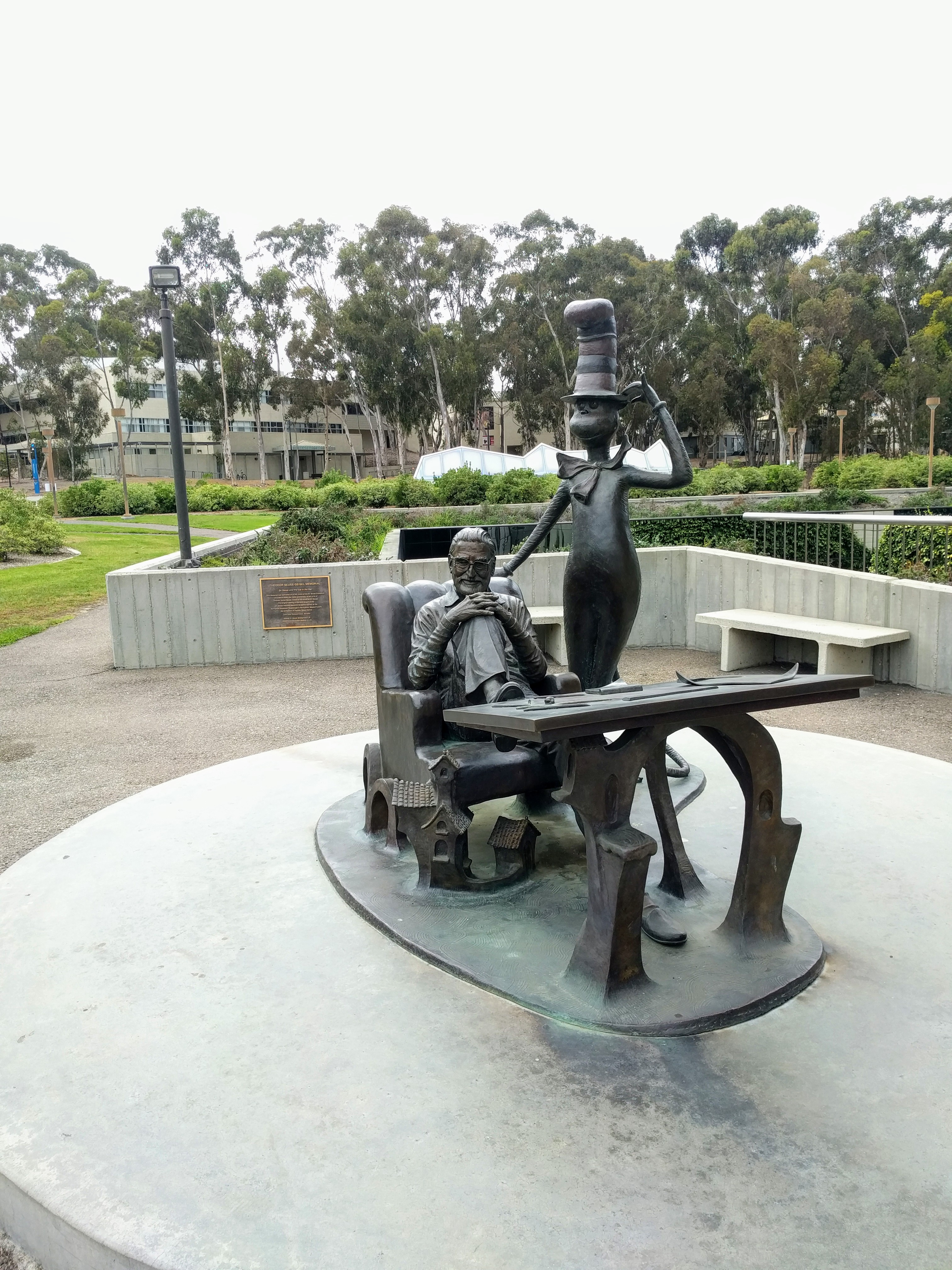
カリフォルニア大学サンディエゴ校ガイゼル図書館のブロンズ

### 死後の評価
1999年、リチャード・マイニアによって『ドクター・スース、戦争に行く』が出版される。
2017年、トランプ大統領（当時）の妻メラニア・トランプがスースの著作を学校に寄贈したところ、司書から「彼のイラストは人種差別的なプロパガンダや風刺画、有害なステレオタイプが染みついている」として、蔵書を拒否されている。

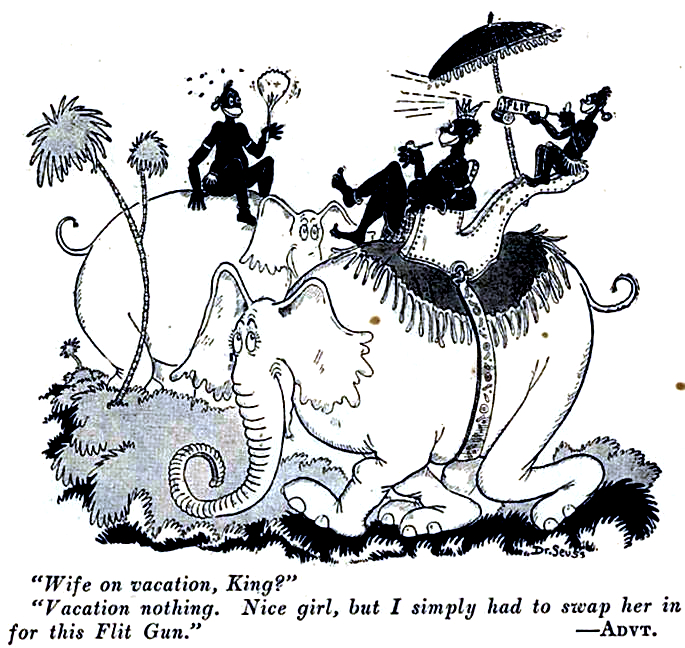
殺虫剤FLITの広告の
ステレオタイプの黒人(1923年)

2019年、学術誌「青少年文学における多様性研究」に掲載された論文では、スースの50作品を検証した結果、登場する有色人種のキャラクター45人のうち43人にオリエンタリズム的な特徴があるとした。また、スースが1920年代に反黒人・反ユダヤ人的な漫画を発表していることや、第2次世界大戦中に日本人に対する差別的なプロパガンダを手掛けていたとも指摘している。

第二次大戦中の作品(1941年)

2020年、フォーブスが発表した「セレブの死後収入ランキング」では、マイケル・ジャクソンに次いでスースが3300万ドル（約35億円）で2位にランクインした。これはスースの作品を管理しているドクター・スース・エンタープライズが、スースの作品をネットフリックスなどの動画配信サイトでマルチメディア展開した事が功を奏し、前年から倍増した。
2021年1月に大統領に就任したジョー・バイデンは、3月2日のアメリカ合衆国の「読書の日（Read Across America Day）」でスースについて言及しなかった。アメリカを代表する作家の一人であり、読書の日はスースの誕生日でもあるため、前任の2人の大統領は読書の日にスースについて言及するのが慣例となっていた。だが、バイデン大統領は読書週間に合わせて公表した文書の中でスースの名前を出すことを避けている。
2021年3月2日、ドクター・スース・エンタープライズは、人種差別描写のある『マルベリーどおりのふしぎなできごと』、『If I Ran the Zoo』、『おばけたまごのいりたまご』、『McElligot's Pool』 、『On Beyond Zebra!』、『The Cat's Quizzer』の6作品を絶版とすることを発表した。近年、スースの作品にはアジア人や黒人の描き方が不適切だとする批判が相次いでおり、同社も「これらの本は有害かつ、誤った方法で人びとを描いている」と指摘を認め今回の処置となった。この発表後、一部の保守派はキャンセルカルチャーとして反感を示した。一方で2024年には共和党が支持する法律によってテネシー州の学校図書館からドクター・スースの著書も含めた多くの本が不適切として撤去される出来事も起きた。

## 作品
- マルベリーどおりのふしぎなできごと And to Think That I Saw It on Mulberry Street（1938年）渡辺茂男訳、日本パブリッシング
- ふしぎな500のぼうし The 500 Hats of Bartholomew Cubbins（1938年）渡辺茂男訳、偕成社

前田三恵子訳、横山隆一画・版（学習研究社刊）もあり。
昭和24年刊行の大森武男訳（株式会社トッパン刊）もあり。こちらは「シュース博士」となっている。
- 王さまの竹うま The King's Stilts（1939年）渡辺茂男訳、偕成社

光吉夏弥訳、司修画・版（学習研究社刊）もあり。
- ぞうのホートンたまごをかえす Horton Hatches the Egg（1940年）白木茂訳、偕成社

1942年、ルーニー・テューンズで『ホートンたまごをかえす』の題で短編アニメーション化。
- おひとよしのオオシカ Thidwick the Big-Hearted Moose（1948年）渡辺茂男訳、偕成社
- ふしぎなウーベタベタ Bartholomew and the Ooblec（1949年）渡辺茂男訳、日本パブリッシング

『ふしぎな500のぼうし』の続編にあたる作品。
- おばけたまごのいりたまご Scrambled Eggs Super!（1953年）渡辺茂男訳、日本パブリッシング
- ぞうのホートンひとだすけ Horton Hears a Who!（1954年）渡辺茂男訳、偕成社

2008年、『ホートン/ふしぎな世界のダレダーレ』の題でアニメ映画化。
- ぼくがサーカスやったなら If I Ran the Circus（1956年）渡辺茂男訳、日本パブリッシング
- いじわるグリンチのクリスマス How the Grinch Stole Christmas!（1957年）渡辺茂男訳、日本パブリッシング

後に、『グリンチ』(井辻朱美訳)として、アーティストハウスから改めて刊行された。キャラクターのグリンチが初めて登場する作品である。2000年、『グリンチ』の題で実写映画化され、2018年、同じく『グリンチ』の題でアニメーション映画化された。
- キャット イン ザ ハット The Cat in the Hat（1957年）伊藤比呂美訳、河出書房新社

2003年、『ハットしてキャット』の題で実写映画化。
- おたんじょう日おめでとう Happy Birthday to You!（1959年）渡辺茂男訳、日本パブリッシング
- ドクタースースのねむたい本 Dr. Seuss's Sleep Book（1962年）渡辺茂男訳、日本パブリッシング
- The Lorax（1971年）

2012年、『ロラックスおじさんの秘密の種』という題でアニメ映画化。
- きみの行く道 Oh, the Places You'll Go!（1990年）伊藤比呂美訳、河出書房新社

事実上の遺作。